# Швейцарская почта

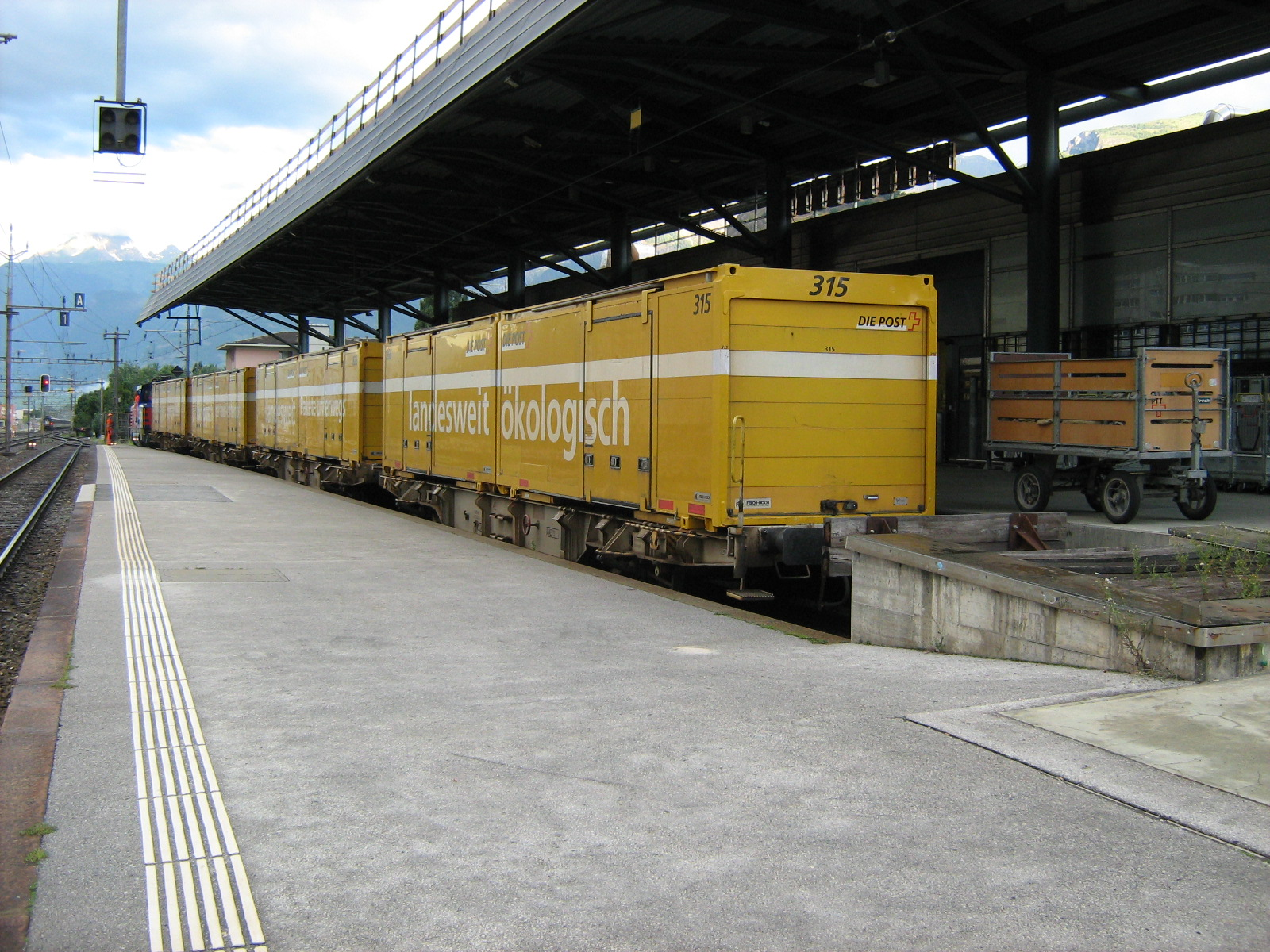
Почтовые вагоны на почтовой сортировочной в Сьоне (Швейцария)

Швейцарская почта (фр. La Poste suisse, итал. La Posta Svizzera, нем. Die Schweizerische Post, романш. La Posta Svizra) — национальная почтовая служба в Швейцарии. Почта Швейцарии является государственным предприятием, принадлежащим Швейцарской Конфедерации, и является вторым по величине работодателем в стране (после Migros). Штаб-квартира находится в Берне.

## История
Швейцарская почта была учреждена в 1849 году, до этого были отдельные почтовые службы кантонов. С 1850 года были запущены в обращение единые почтовые марки, а в 1870 году начался выпуск почтовых открыток. В 1874 году в Берне был учреждён Всемирный почтовый союз. С 1906 года почтовые отделения начали предлагать финансовые услуги, такие как денежные переводы. Также в 1906 году был открыт первый маршрут почтового автобуса.
В 1920 году было создано государственное предприятие PTT, объединившее почтовую службу с телеграфными и телефонными сетями. Позже PTT было поручено развитие радиовещания и телевидения в Швейцарии. В 1964 году были введены почтовые индексы.
В 1997 году произошло ограбление почтового отделения в Цюрихе; пятью злоумышленниками было похищено 53 млн швейцарских франков, что стало крупнейшим на то время ограблением почты в мире.
В 1998 году PTT было разделено на Швейцарскую почту и телекоммуникационную компанию Swisscom. В 2001 году началось сокращение числа почтовых отделений с 3500 до 2500. В 2004 году Швейцарская почта была лишена монополии на почтовые услуги. В 2009 году были открыты три крупных сортировочных центра: в Херкингене, Мюллигене и Эклепане.
В 2018 году Швейцарская почта оказалась в центре финансового скандала — аудит выявил, что транспортный филиал PostBus с 2007 года занижал свои доходы для того, чтобы получать государственные субсидии. В результате почтовой службе пришлось вернуть 205,3 млн швейцарских франков, был уволен весь высший менеджмент PostBus, также подала в отставку генеральный директор почты Сусанна Руофф.

## Собственники и руководство
С 2013 года Швейцарская почта является холдинговой компанией, полностью контролируемой Швейцарской конфедерацией.
- Кристиан Левра (Christian Levrat, род. 7 июля 1970 года) — председатель совета директоров с 2021 года, член Совета кантонов Швейцарии с 2012 года, с 2008 по 2020 год был президентом Социал-демократической партии Швейцарии.
- Роберто Чирилло (Roberto Cirillo, род. в 1971 году) — генеральный директор с 2019 года, до этого возглавлял британскую компанию Optegra Eye Health Care (2014—2018), работал во французской компании Sodexo (2007—2014), был заместителем директора отделений McKinsey & Company в Цюрихе и Амстердаме.

## Деятельность
Подразделения по состоянию на 2022 год:
- Логистика — доставка писем, посылок, газет, рекламной продукции, грузоперевозки, складские услуги, таможенное оформление, срочная курьерская доставка в пределах Швейцарии и в другие страны, выручка 4,19 млрд шв. франков;
- Коммуникации — передача и хранение данных для частных лиц, компаний и государственных органов, выручка 73 млн шв. франков;
- PostalNetwork — сеть из 4800 почтовых отделений, почтоматов и других точек взаимодействия с клиентами, выручка 577 млн шв. франков;
- PostFinance — независимое подразделение Швейцарской почты по оказанию финансовых услуг (оформление платежей, приём депозитов, кредитование и страхование), выручка 1,57 млрд шв. франков;
- PostBus Switzerland[англ.] — автобусный транспортный сервис Швейцарской почты на территории страны, включает 911 городских и междугородних маршрутов общей протяженностью 18 тысяч км, а также туристические, школьные и заказные автобусы, выручка 1,07 млрд шв. франков.

Помимо Швейцарии отделения Швейцарской почты имеются в 12 странах Европы и Северной Америки, зарубежная деятельность приносит около 10 % выручки.